# Corgatha dichionistis
Corgatha dichionistis là một loài bướm đêm trong họ Erebidae.